# 1714
Évszázadok: 17. század – 18. század – 19. század
Évtizedek: 1660-as évek – 1670-es évek – 1680-as évek – 1690-es évek – 1700-as évek – 1710-es évek – 1720-as évek – 1730-as évek – 1740-es évek – 1750-es évek – 1760-as évek
Évek: 1709 – 1710 – 1711 – 1712 –  1713 – 1714 – 1715 – 1716 – 1717 – 1718 – 1719

## Események
- március 6. – Franciaország és a Habsburg Birodalom megköti a rastatti békét.[1]
- március 13. – Nesselrode Ferenc Vilmos pécsi püspök székvárosában egyházmegyei zsinatot tart.[2]
- augusztus 1. – Nagy-Britannia és Írország trónját Anna királynő halála nyomán György Lajos hannoveri választófejedelem örökli.[3]
- augusztus 26. (Julián naptár szerint augusztus 16.) – Konstantinápolyban lefejezik Constantin Brâncoveanu havasalföldi fejedelmet és négy fiát.[4]
- szeptember 7. – Franciaország és a Német-római Birodalom megköti a badeni békét.[5]
- október 14. – Pálffy Miklós országbírót nádorrá választják.[6]
- december 9. – III. Károly magyar király német-római birodalmi hercegi címet adományoz a mindenkori esztergomi érseknek.[7]
- december 10. – Az Oszmán Birodalom hadat üzen a Velencei Köztársaságnak, ezzel elkezdődik a velencei–török háború(wd).[4]
- december 14. – VI. Károly német-római császár elrendeli  a Bancalitas (Bancalität) nevű állami bank létrehozását.[8]

## Születések
- január 26. – Jean-Baptiste Pigalle, francia szobrász († 1785)
- március 8. – Carl Philipp Emanuel Bach, zeneszerző († 1788)
- március 24. – Carlo Giovanni Testori, zeneszerző († 1782)
- június 6. – I. József , portugál király († 1787)
- június 17. – César-François Cassini de Thury francia csillagász († 1784)
- július 2. – Christoph Willibald Gluck, német zeneszerző († 1787)
- augusztus 14. – Claude Joseph Vernet, francia festő († 1789)
- szeptember 10. – Niccolò Jommelli, zeneszerző († 1774)
- szeptember 17. – Gottlieb Wilhelm Rabener német író († 1771)
- szeptember 25. – Jean-Benoit Leclair, zeneszerző († 1759 után)
- december 16. – George Whitefield, anglikán vándorló prédikátor († 1770)
- december 18. – Esterházy (Fényes) Miklós, magyar főrend, császári-királyi tábornok, a fertődi kastély építtetője († 1790)
- december 23. – Johann Siebenkas, zeneszerző († 1781)

## Halálozások
- május 5. – Christian Maximilian Spener, német orvos, heraldikus (* 1678)
- augusztus 26. (Julián naptár szerint augusztus 16.) Constantin Brâncoveanu havasalföldi fejedelem[4] (* 1654)
- október 1. – Esterházy Dániel, kuruc generális, Kassa védője (* 1665)
- október 10. – Pierre Le Pesant, francia közgazdász (* 1646)
- október 17. – Joannes Vippacensi, szlovén prédikátor (* 1647)